# 사순문
사순문(史淳文, 1957년 2월 23일 ~ )은 대한민국의 정치인이다. 제11대 전라남도의원을 지냈다.

## 학력
- 장흥고등학교 졸업
- 성균관대학교 법학과 졸업
- 영국 헐대학교 정치학 박사과정 수료

## 경력
- 통신정책개발연구원 연구원
- 통일부 장관 보좌관
- 더불어민주당 전라남도당 부위원장
- 2018.07 ~ 2022.04 제11대 전라남도의회 의원

## 역대 선거 결과
|  | 9.2% |

|  | 12.73% |

|  | 36.84% |

|  | 12.02% |